# Alessandro Venturella
Alessandro Venturella (Reino Unido, 12 de abril de 1984) é um músico britânico que já foi guitarrista do Krokodil e do Cry For Silence. Ele também já foi técnico de guitarra de Brent Hinds do Mastodon, Coheed and Cambria, e do Fightstar. Atualmente é baixista do Slipknot.

## Slipknot
Em 7 de outubro de 2014, o vocalista do Slipknot Corey Taylor se surpreendeu com o fato de Venturella ter sido identificado tocando baixo no videoclipe da música The Devil in I. A tatuagem em sua mão esquerda foi identificada pelo Metal Chapel News, apesar de todos estarem usando máscaras no vídeo. Na entrevista Corey falou a respeito de Venturella e de Jay Weinberg sem citar seus nomes, "Eles não são integrantes oficiais ainda, são músicos que estão tocando com a banda...O tempo dirá se eles se tornarão fixos." Em 25 e 26 de outubro, Venturella tocou ao vivo com a banda pela primeira vez, no Knotfest 2014.
Em 3 de dezembro de 2014, o antigo técnico de bateria do Slipknot postou uma foto da lista de nomes da banda na turnê, provando que Alessandro e Jay eram os novos integrantes. Venturella foi revelado oficialmente por James Root em 13 de maio de 2015 em uma entrevista para o site Ultimate-Guitar. No início da segunda quinzena de julho de 2015, Corey Taylor fala os nomes dos integrantes pela primeira vez e os oficializa.

## Discografia

### Krokodil
- Shatter / Dead Man's Path Ltd. 7 (2014)
- Nachash (2014).

### Slipknot
- .5: The Gray Chapter - (2014)
- We Are Not Your Kind - (2019)
- The End, So Far - (2022)